# Khirbet Sailūn

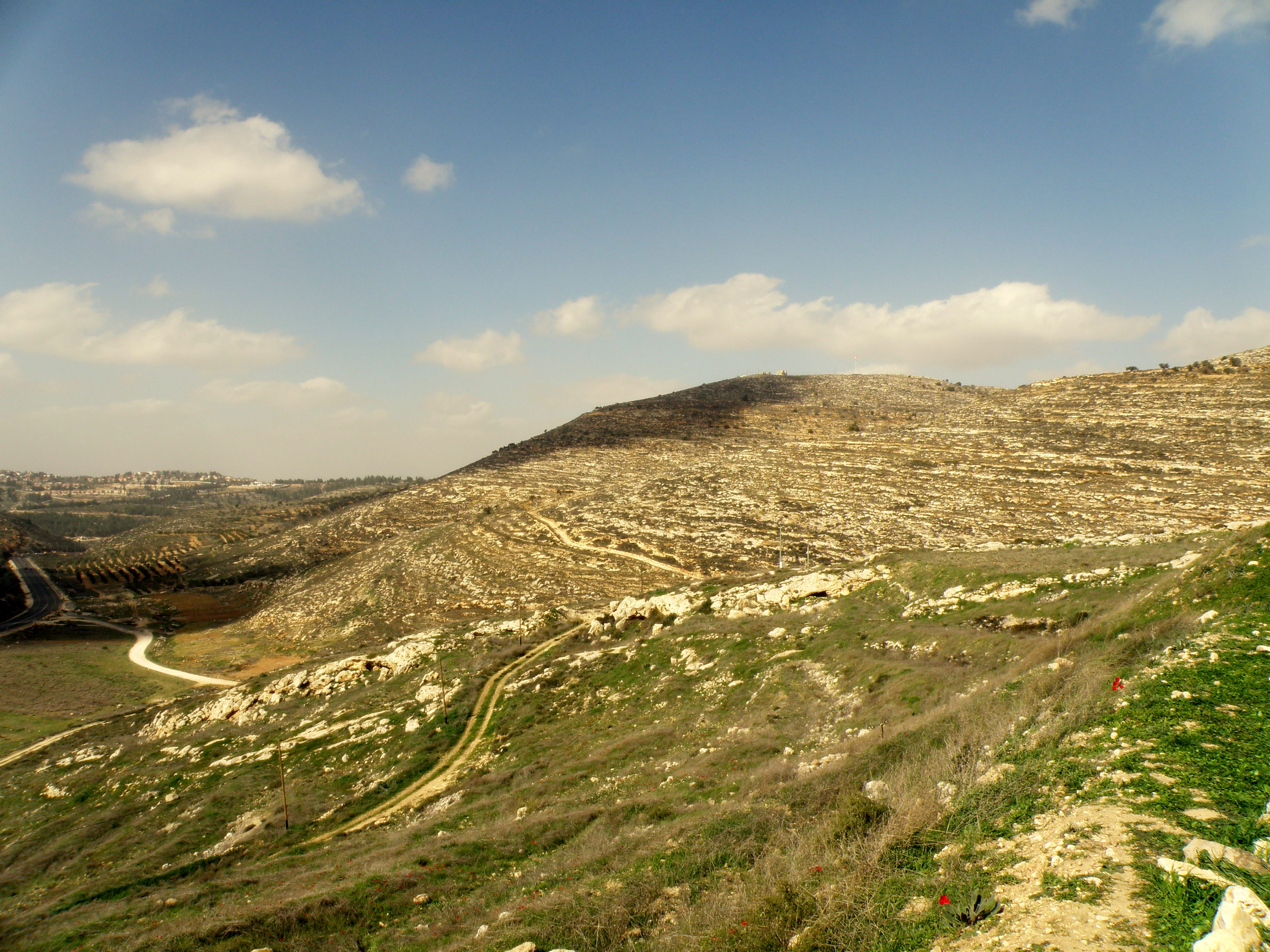
Khirbet Sailūn vor dem Bau des Aussichtsturms auf der Kuppe (2012)

Khirbet Sailūn ist eine archäologische Stätte im israelisch besetzten Westjordanland, etwa 30 km nördlich von Jerusalem. Die moderne israelische Bezeichnung lautet Tel Schilo (hebräisch תל שילה tel schilo). Die Siedlungsgeschichte des Tell reicht, allerdings mit Unterbrechungen, von der Mittelbronzezeit bis ins 14. Jahrhundert n. Chr. Bis in die 1980er Jahre gehörte die archäologische Stätte zum Territorium des palästinensischen Dorfs Qaryut, und die Dorfbewohner nutzten die historische al-Yatim-Moschee (Jami’ al-Yatim) als Gebetsstätte. Neben dem Grabungsgelände wurde 1978 die israelische Siedlung Schilo gegründet. Sie ist nach dem biblischen Ort Silo benannt, der mit Khirbet Sailūn identifiziert wird.
Die archäologische Stätte wurde seit 1996 vom Regionalrat von Mateh Benjamin verwaltet; 2013 übergab der Regionalrat das Management der Stätte einer privaten, zur Siedlerbewegung gehörigen Organisation namens Mishkan Shiloh Association – The Center for the Study and Development of the Cradle of Settlement in the Land of Israel.

## Lage
Die archäologische Stätte liegt im zentralpalästinensischen Bergland von Samarien (جبال السامرة, DMG Ǧibāl as-Sāmara) und ist etwa 3 Hektar groß. Im Übergangsbereich zwischen Northern Central Range und Southern Central Range hat der Siedlungshügel eine Höhe von etwa 714 m NN, während das umgebende Tal rund 660 m NN hoch liegt. Die umgebenden Höhenzüge erreichen 800 m NN und mehr. Dass der Hügel nach drei Seiten deutlich abfällt, war für die Verteidigung günstig; nur von Süden war der Zugang leicht möglich. Das war zwar die strategische Schwachstelle der Siedlung, machte für die Bewohner aber auch das Tal Sahl Kafr Istune gut erreichbar, welches mit seinen alluvialen bzw. kolluvial-alluvialen Böden beste Bedingungen für die Landwirtschaft bietet. Die Bewässerung ist ganzjährig durch die Quelle Ain Sailūn gesichert.

## Ausgrabungen
Erste Ausgrabungen des Dänischen Nationalmuseums Kopenhagen fanden von 1926 bis 1932 und 1963 unter Leitung von Hans Kjaer, Marie-Louise Buhl und Sven Holm-Nielsen statt. Von 1981 bis 1984 leitete Israel Finkelstein Ausgrabungen der Bar-Ilan-Universität.
Seit 2017 laufen Ausgrabungen der Associates for Biblical Research (mit Sitz in Akron, Pennsylvania), einer christlich-apologetischen Organisation, die nach eigenen Angaben das Ziel hat, die historische Zuverlässigkeit der Bibel zu beweisen. Die Gruppe wurde von der Zivilverwaltung für Judäa und Samaria mit den Grabungen beauftragt.

## Geschichte

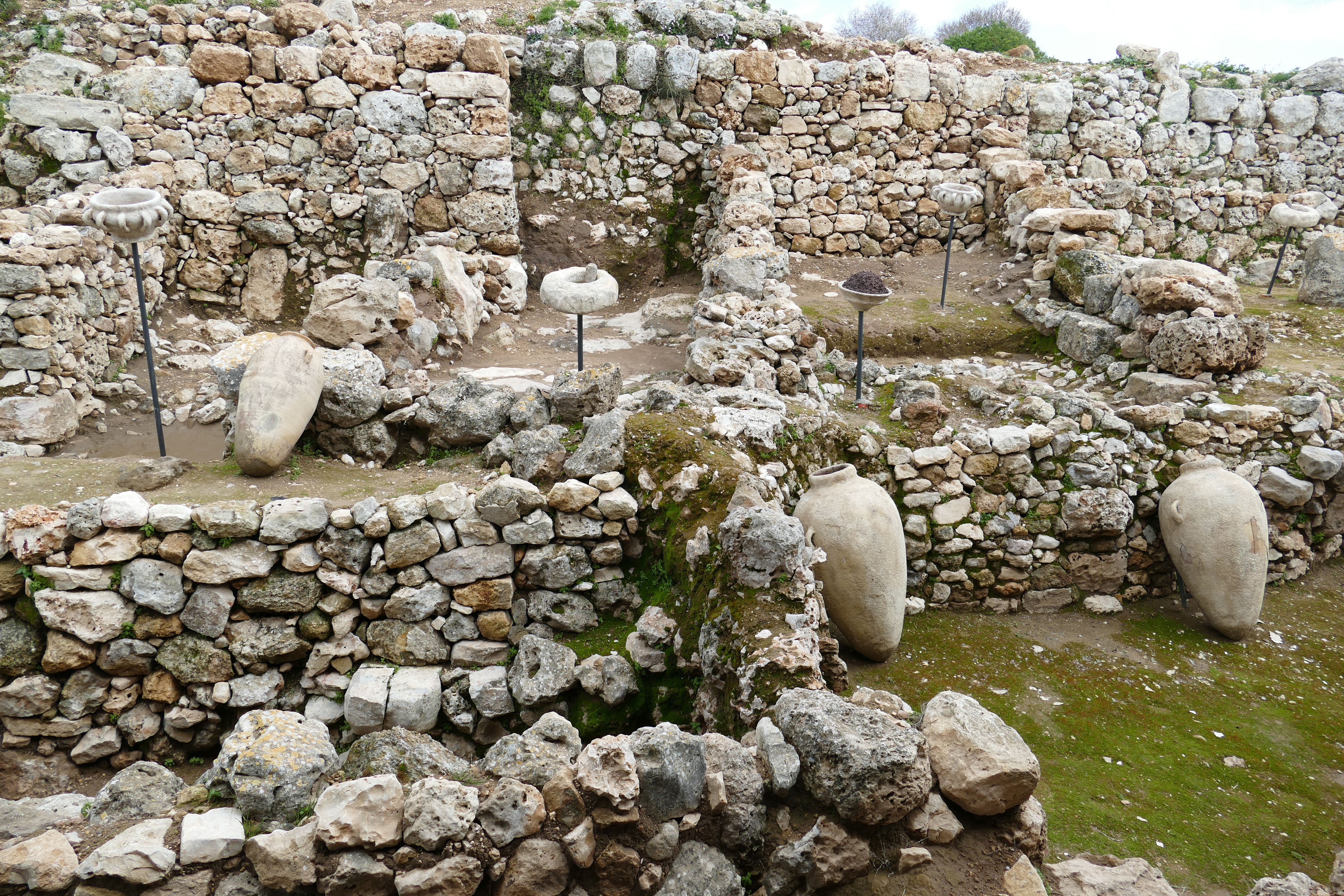
In die bronzezeitliche Mauer hineingebaute eisenzeitliche Pfeilerhäuser; Repliken zeigen den Fundort von Pithoi und anderen Objekten

Die ersten Siedlungsspuren der Region stammen aus der Kupfersteinzeit. Nachdem sich Menschen zunächst im fruchtbaren Tal Sahl Kafr Istune niederließen, belegen Keramikfunde die menschliche Anwesenheit auf dem Hügel in der Mittelbronzezeit II (18./17. Jh. v. Chr.). Wahrscheinlich war dies eine offene Siedlung. In der Mittelbronzezeit III (Stratum VII, 17./16. Jh. v. Chr.) trat an ihre Stelle eine mit Mauer und Glacis befestigte Anlage. Diese Schutzmauer erreichte eine Breite von bis zu 5 m, ihre Höhe wird auf bis zu 8 m geschätzt. Israel Finkelstein sieht in dieser festungsartigen Anlage einen highland stronghold, von wo aus ein Häuptling die Umgebung beherrscht habe. Highland strongholds waren Herrschaftssitze und kultische Zentren, die aber kaum Wohnbereiche aufwiesen. Die Kultstätte von Khirbet Sailūn selbst wurde allerdings nicht gefunden, sondern nur dazu gehörige Objekte: Kultständer und Votivgaben. Das Ende der Festung kam im späten 16. Jahrhundert durch einen Brand.
Für die Spätbronzezeit wird vermutet, dass sich nur Nomaden mit ihren Herden auf dem Hügel von Khirbet Sailūn aufhielten. Finkelstein rechnet mit einer Kontinuität des Hügels als kultisches Zentrum dieser nichtsesshaften Bevölkerung. In diesem Sinn deutet er eine Grube mit Tierknochen als kultisches Depot (Favissa).

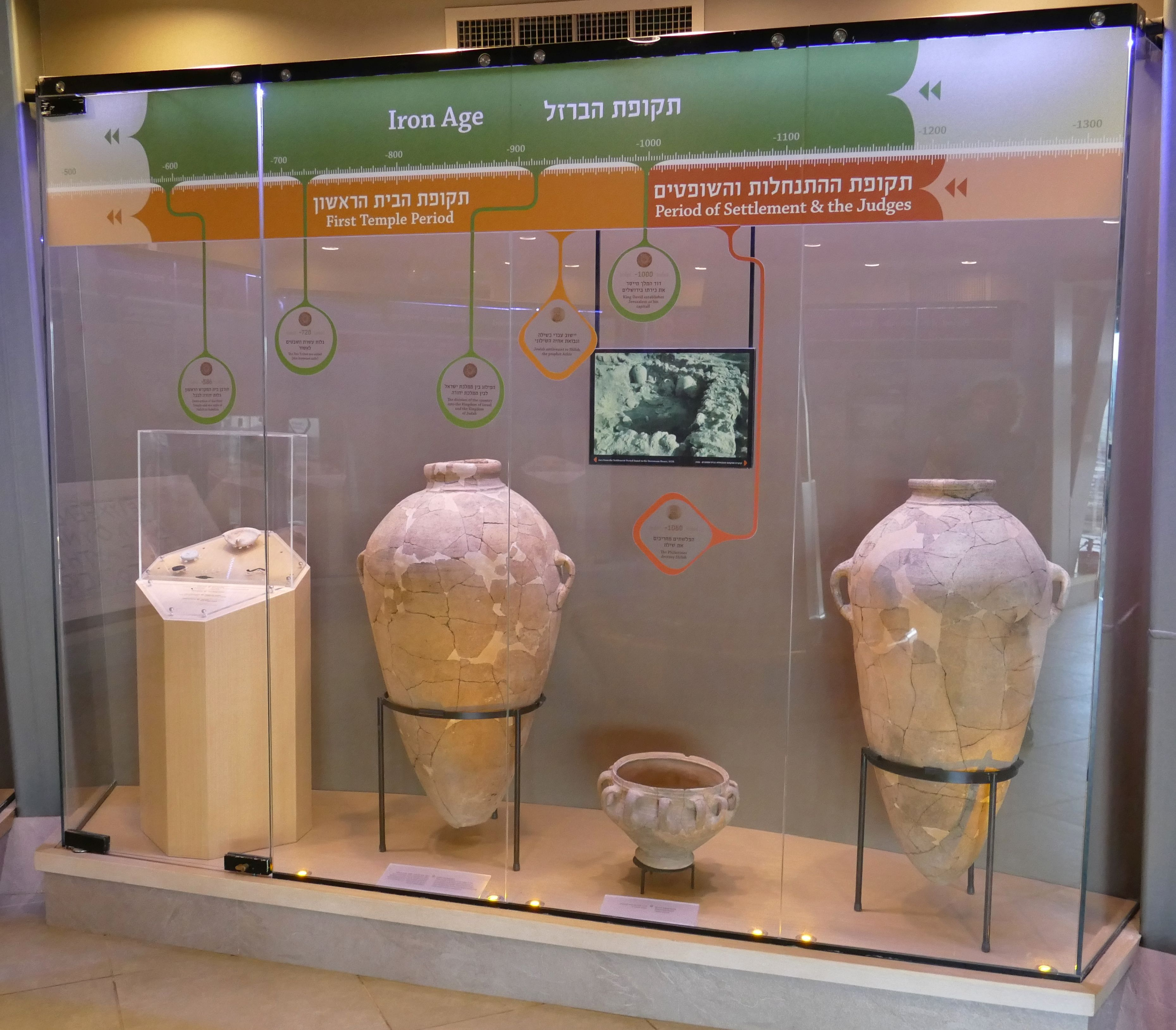
Pithoi und andere eisenzeitliche Funde

In der Eisenzeit I (Stratum V, 12./11. Jh. v. Chr.) war Khirbet Sailūn ein größeres Bergdorf, das ein Areal von 1,2 Hektar umfasste. Der zentrale Teil des früheisenzeitlichen Dorfs lag im Südwesten der archäologischen Stätte; er ist der archäologischen Erforschung entzogen, weil er einerseits byzantinisch überbaut, andererseits erodiert ist. So konzentrierten sich die Grabungen Finkelsteins auf den Bereich der mittelbronzezeitlichen Befestigungsmauer im Norden des Grabungsgeländes. Hier waren mehrere früheisenzeitliche Vorratsgruben in den Zerfallsschutt der Befestigungsmauer gegraben worden. Die für eisenzeitliche Siedlung in Palästina kennzeichnenden Pfeilerhäuser wurden in die bronzezeitliche Umfassungsmauer hineingebaut. In diesen Häusern fanden sich viele Vorratskrüge (Pithoi) des Typs collared rim jar. Dass diese noch in situ vorgefunden wurden, an die Wand gelehnt oder in den Boden eingegraben, lässt eine gewaltsame Zerstörung des Dorfs vermuten. Der verhältnismäßig hohe Anteil von Vorratsgefäßen am Keramikrepertoire deutet nach Finkelstein darauf hin, dass die Pfeilerhäuser keine Wohngebäude, sondern Lagerhäuser gewesen seien. In zwei Vorratsgruben befand sich verkohltes Getreide, das archäobotanisch untersucht wurde: 70 % Weizen (Triticum parvicoccum), 26 % Gerste (Hordeum distichon und Hordeum vulgaris); die übrigen 4 % entfallen auf Wildkräuter, die unter dem Getreide wuchsen: Gräser, Wicken, Kleie, Ampfer und Taumellolch. In einem früheisenzeitlichen Gebäude wurden Rosinen gefunden, außerdem wurden Speiselinsen und in geringer Menge andere Hülsenfrüchte von den Bewohnern der früheisenzeitlichen Siedlung verzehrt. Die Kultur des Ölbaums wird weniger durch Funde von Olivenkernen als durch den hohen Anteil von Olivenholz unter den früheisenzeitlichen Holzfunden, d. h. Reste von Möbeln und Dächern, belegt. Funde von Tierknochen belegen, dass Schafe und Ziegen die wichtigste Rolle als Fleischlieferanten spielten, ergänzt um Rinder. Das hohe Schlachtalter spricht dafür, dass sie vor allem wegen ihrer Produkte (Milch, Wolle) und ihrer Arbeitskraft gezüchtet wurden.

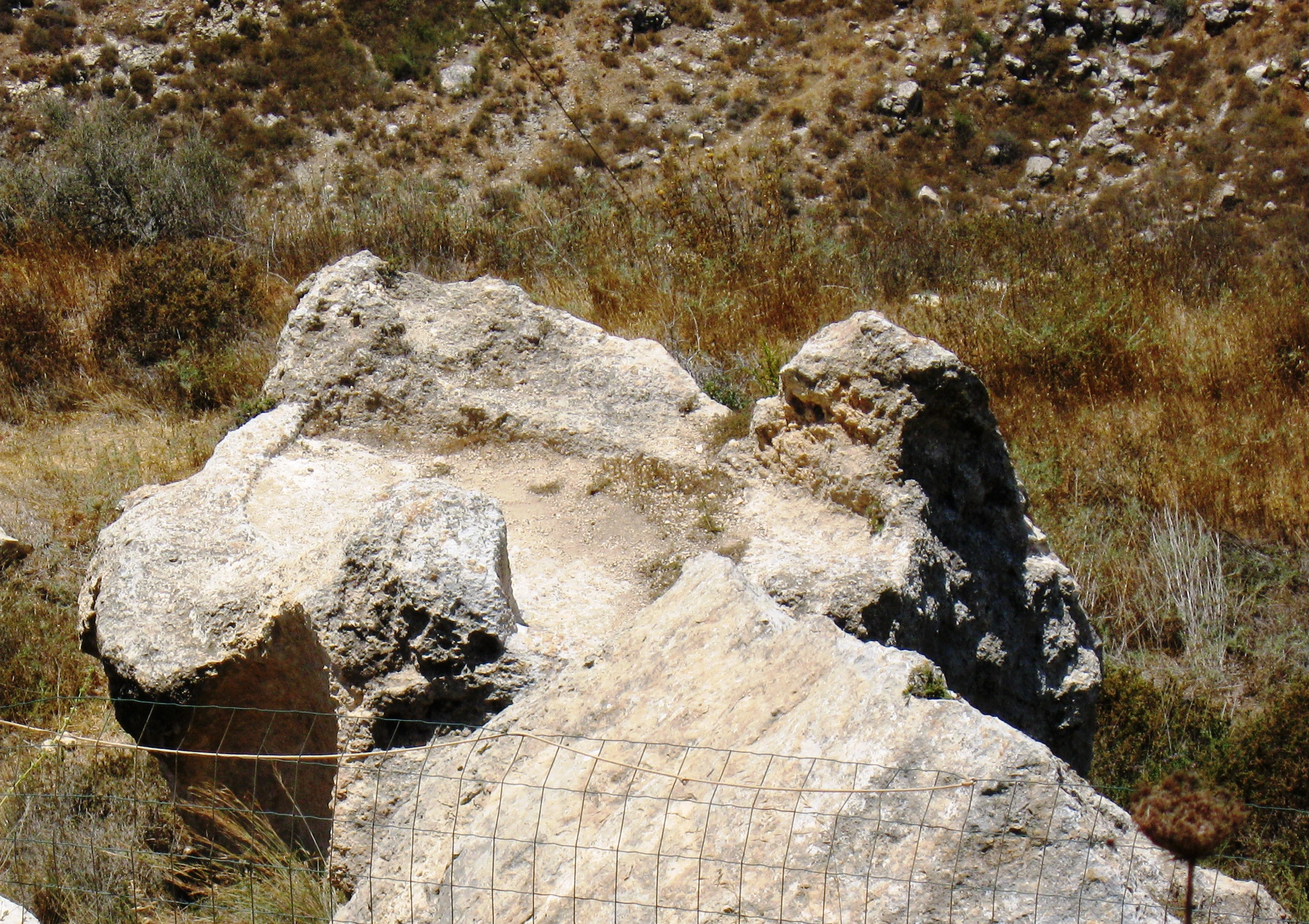
Als Brandopferaltar interpretierter Steinblock

Diese eisenzeitliche Siedlung wird mit dem in der Bibel erwähnten Kultzentrum Israels in Silo in Verbindung gebracht. „Die Ausgrabungen auf Chirbet Sēlūn erbrachten jedoch keinen Hinweis auf einen Kultplatz der Eisenzeit I. Dennoch halten die meisten Auslegenden aufgrund der breit bezeugten alttestamentlichen Überlieferung die Annahme aufrecht, dass ein solches Heiligtum in Silo im 11. Jh. v. Chr. existierte.“ So erregte es Aufsehen, als israelische Siedler 2003 die Entdeckung eines aus dem Fels herausgehauenen Altars 1,5 km westlich von Khirbet Sailūn meldeten, der von ihnen als frühisraelitischer Hörneraltar interpretiert wurde. Es handelt sich um einen grob behauenen Steinblock von etwa 2,9 × 3,4 m. In der Nähe lag ein geschwärzter Stein (7 × 8 cm). Unter der Annahme, dass der kleine Stein von der Oberfläche des großen Steinblocks stammt und die Schwärzung durch Feuer verursacht wurde, wird daraus die Funktion des Steinblocks als Brandopferaltar abgeleitet. Der Alttestamentler und Biblische Archäologe Wolfgang Zwickel beurteilt diese Interpretation als höchst spekulativ.
In hellenistischer Zeit war der Tell wieder besiedelt, mutmaßlich von den in dieser Region lebenden Samaritanern; die Zerstörung wird mit der Eroberung Samarias durch den jüdischen Ethnarchen und Jerusalemer Hohepriester Johannes Hyrkanos I. in Verbindung gebracht, der von 135 bis 104 v. Chr. in Judäa regierte.

Byzantinische Zeit
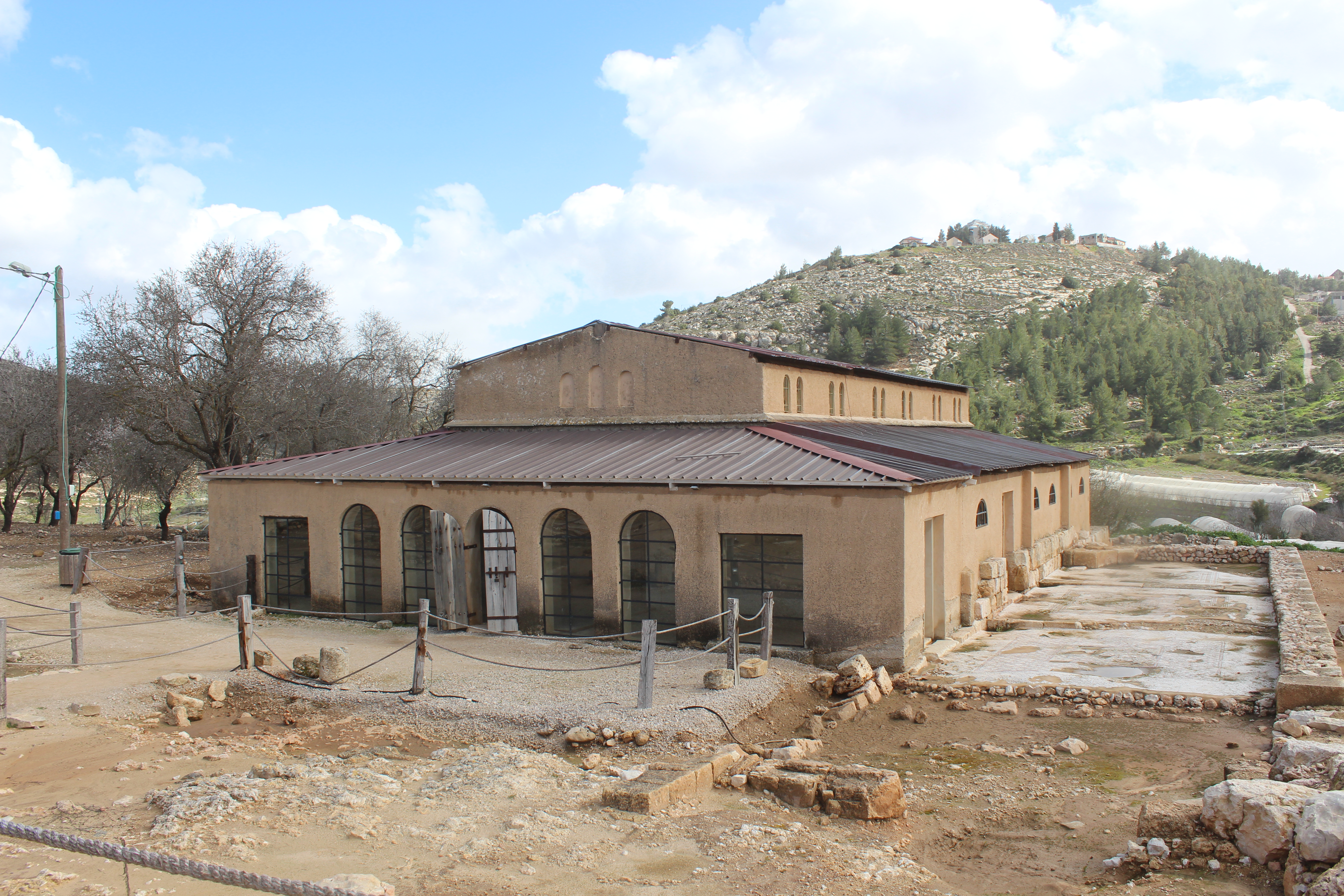
Byzantinische Basilika-Kirche (mit modernem Schutzdach)
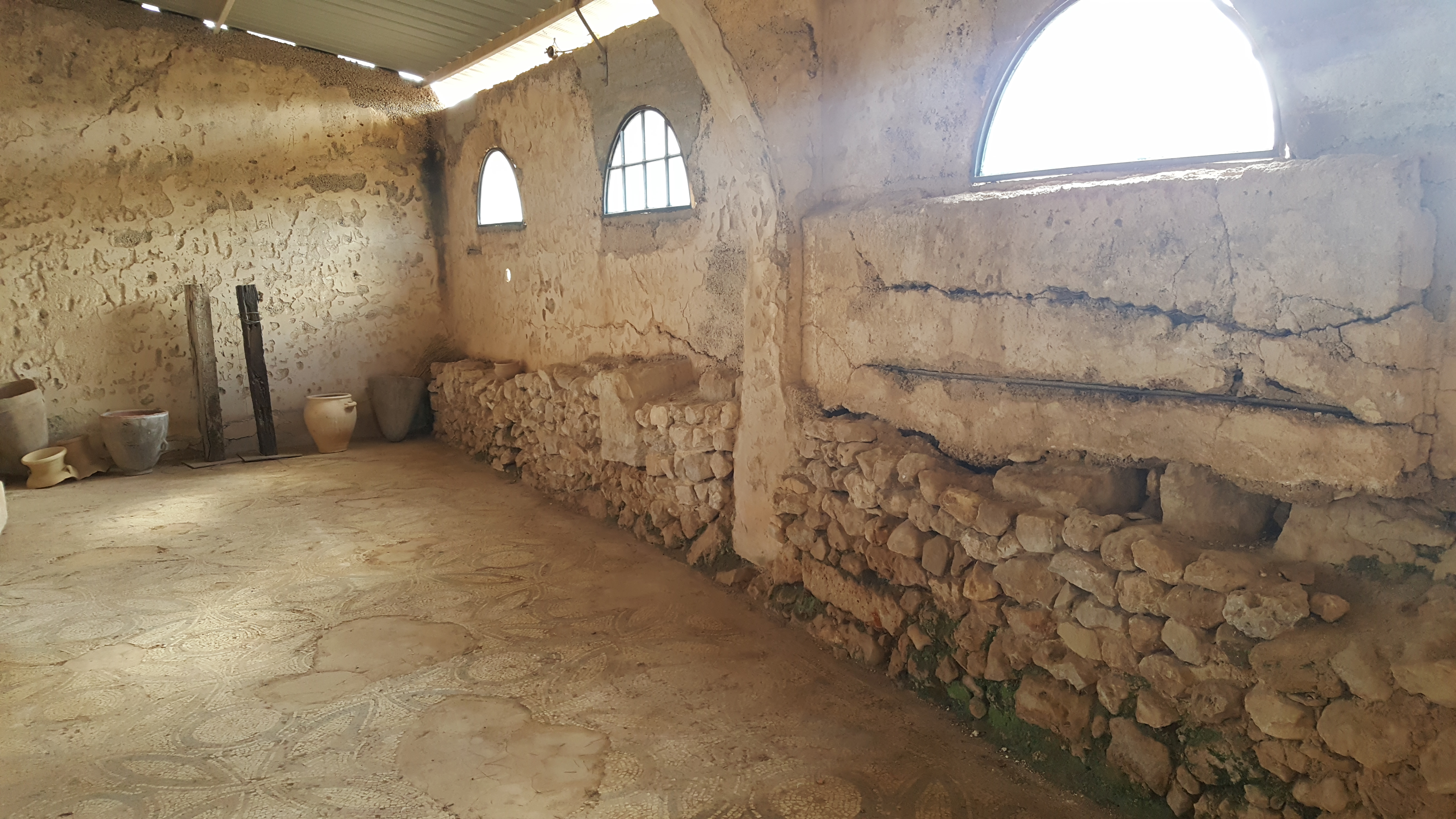
Innenraum mit Bodenmosaiken
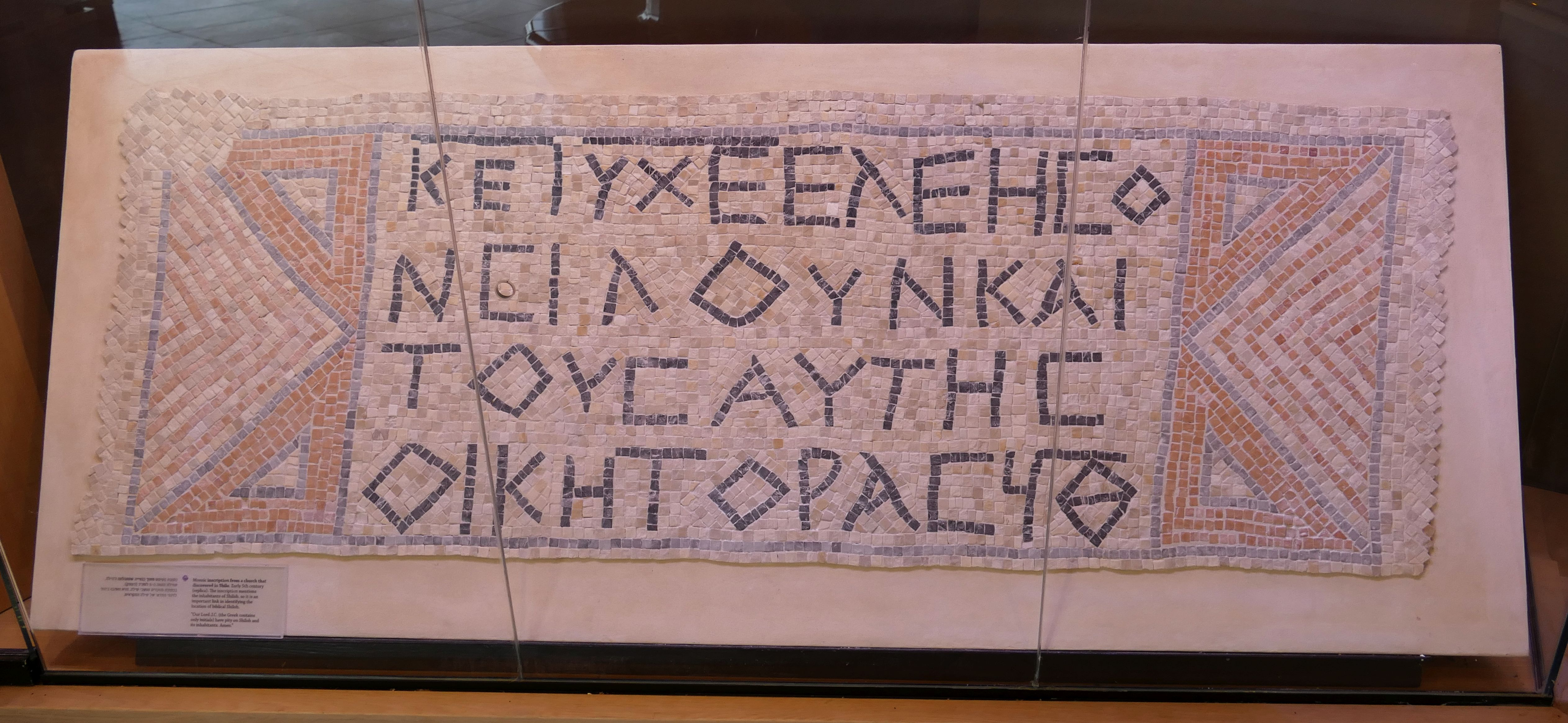
Griechische Mosaikinschrift
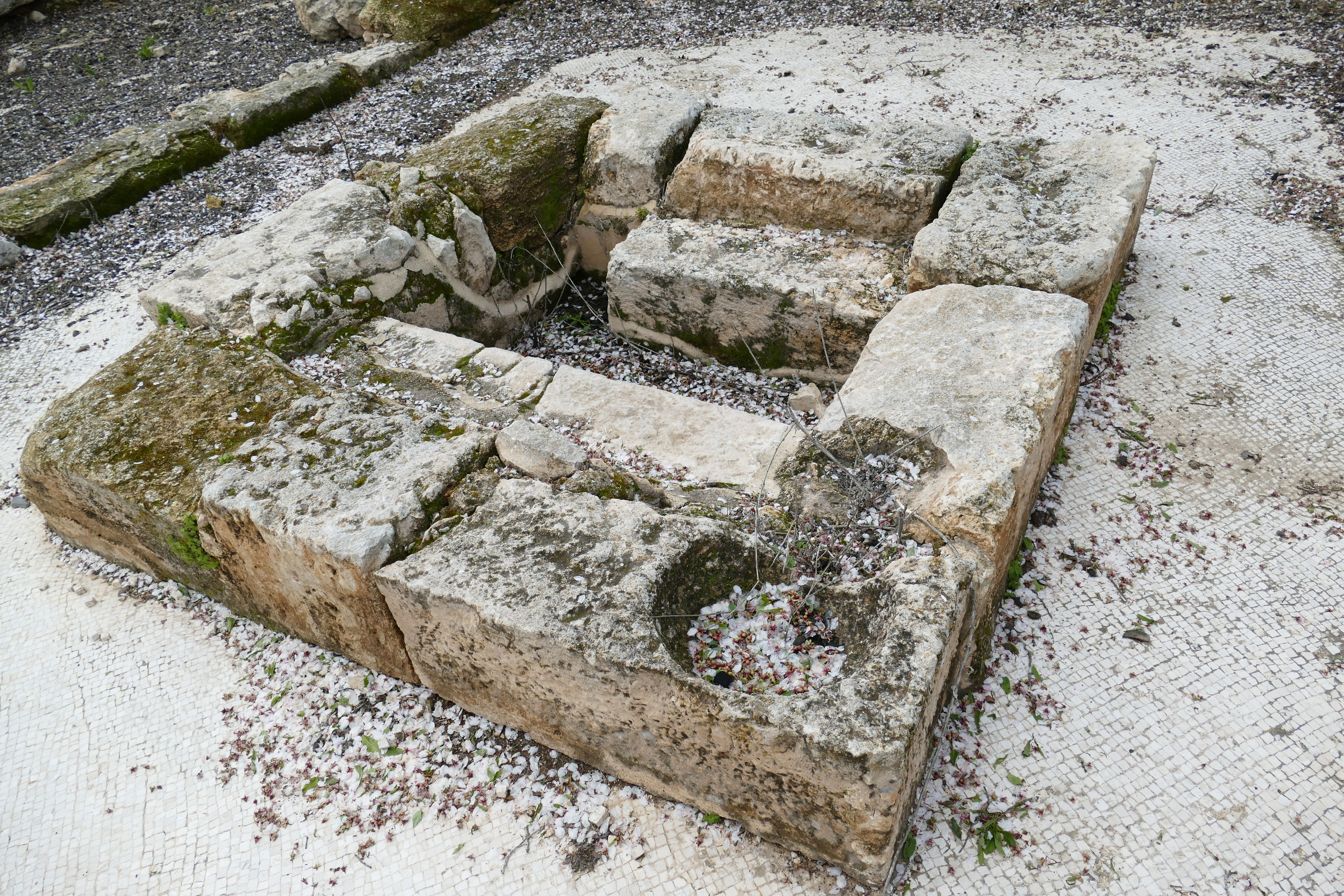
Baptisterium

Eusebius von Caesarea (Onomastikon) identifizierte die Ortslage Sēlō Σηλω mit dem alttestamentlichen Ort Silo, wo sich nach biblischer Darstellung ein Heiligtum befand, in dem vor dem Bau des Jerusalemer Tempels die Bundeslade aufbewahrt wurde. Als christliches Pilgerziel erlebte Sēlō einen wirtschaftlichen Aufschwung, der sich an Olivenölpressen und Kirchenbauten ablesen lässt.
Die älteste Kirche des Orts, eine Basilika, stand am Fuß des Siedlungshügels; sie hat eine Grundfläche von 19 m × 18,5 m. Der Narthex befindet sich an der Nordseite. Am Eingang las man eine griechische Mosaikinschrift (Foto, heute im Museum von Tel Schilo), die den Ortsnamen erwähnt: „Herr Jesus Christus, erbarme dich über Silo (CΙΛΟΥ) und seine Einwohner. Amen.“ Diese Kirche wurde von Hieronymus in einem auf das Jahr 404 datierten Brief noch nicht erwähnt, aber bald danach erbaut. Damit gehört sie zu den frühesten Kirchenbauten des Heiligen Landes und dokumentiert, wie sich das Christentum im 5. Jahrhundert im ländlichen Raum ausbreitete. Diese Kirche wurde später durch die al-Yatim-Moschee überbaut. Die bei den dänischen Ausgrabungen restaurierte sogenannte Basilika-Kirche hat eine Grundfläche von 39,60 m × 15 m und wurde im 6. Jahrhundert erbaut. Die benachbarte „Pilgerkirche“ ist möglicherweise eher als Kloster anzusprechen. Hier fanden sich mehrere Wohnräume, eine Zisterne und eine Kapelle mit einem (von Kjaer dokumentierten, aber nicht erhaltenen) Bodenmosaik, das einen von zwei Capriden flankierten Baum zeigt.

Frühislamische Zeit
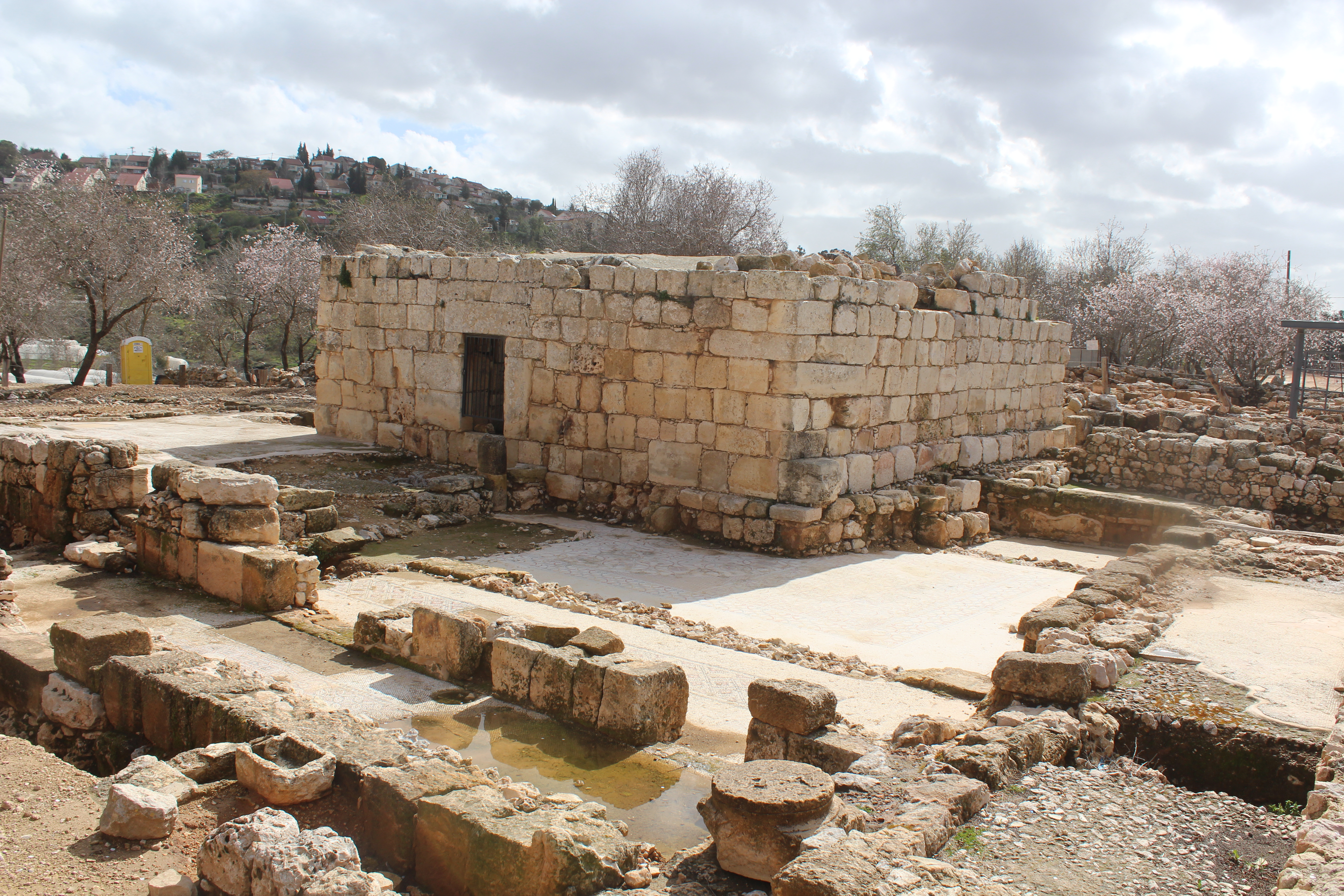
Die al-Yatim-Moschee auf den Resten einer byzantinischen Kirche
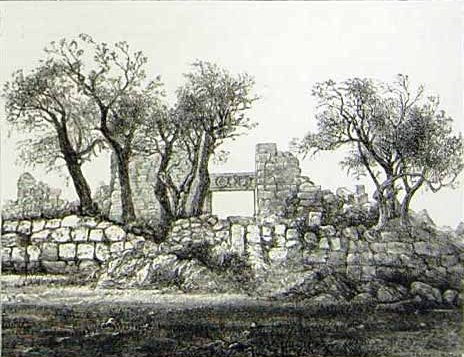
Ruine der al-Sitin-Moschee mit dem markanten Türsturz (19. Jahrhundert)
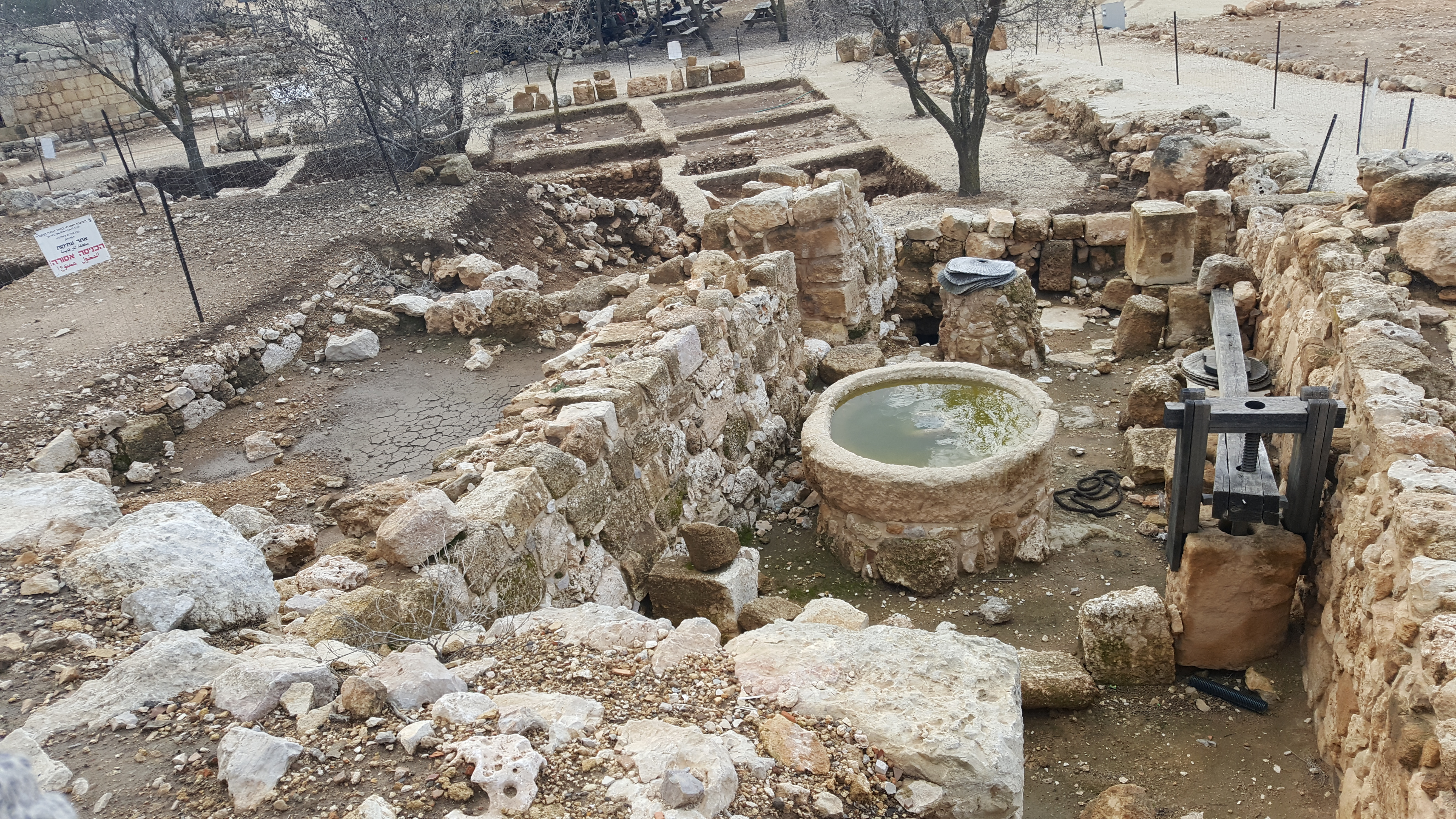
Rekonstruierte Ölpresse

In frühislamischer Zeit wurden zwei Moscheen gebaut: Die al-Sitin-Moschee wurde von den dänischen Ausgräbern als Nachfolgebau einer Synagoge interpretiert; dies stützte sich vor allem auf der Ähnlichkeit des Türsturzes mit der Dekoration spätantiker Synagogen in Galiläa. Er befand sich im 19. Jahrhundert noch in situ und fiel dann herunter. Wahrscheinlich handelt es sich bei dem Türsturz um einen spätantiken Sarkophag, der als Spolie beim Moscheebau verwendet wurde. Nachdem der Türsturz zwischenzeitlich gestohlen wurde, wird er heute im Rockefeller Museum in Ostjerusalem aufbewahrt. Die al-Yatim-Moschee, welche bis ins 20. Jahrhundert als muslimische Gebetsstätte genutzt wurde, ist seit dem Mittelalter mit der Tradition des Grabs Elis verbunden.
Der Ort prosperierte zur Zeit der Ajjubiden und Mameluken, wurde aber im 14. Jahrhundert, wohl infolge einer Pestwelle in der Region, aufgegeben. Die Volksfrömmigkeit verehrte hier weiterhin das Grab der biblischen Priestergestalt Eli und den Brunnen des Patriarchen Jakob. Mit diesen Lokaltraditionen, dem eine hebräische Namenstradition bewahrenden arabischen Ortsnamen und dem Bibelvers Ri 21,19  begründete Edward Robinson 1838 die seither fast unbestrittene Identifikation von Khirbet Sailūn und dem biblischen Ort Silo.

## Touristische Präsentation

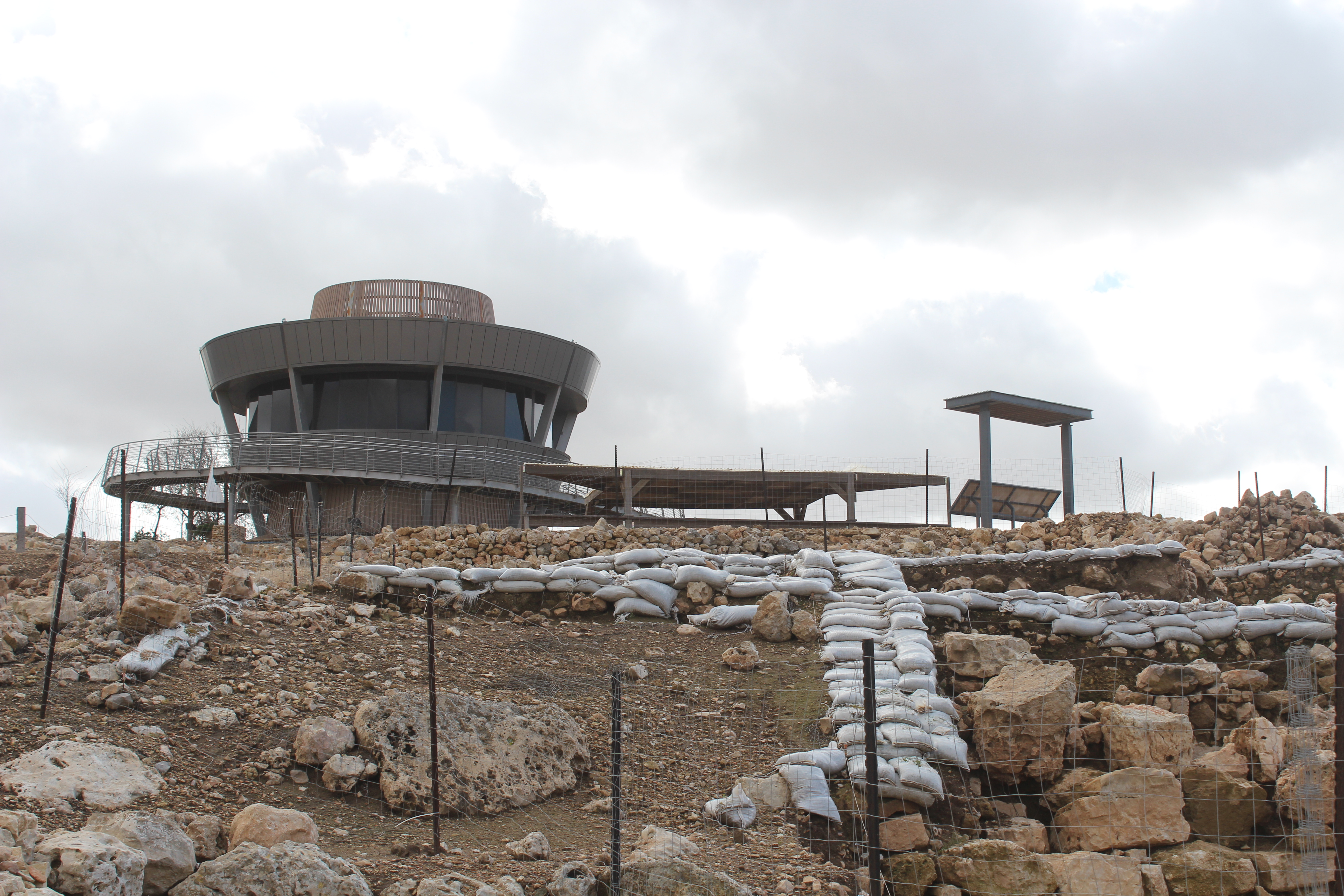
Aussichtsturm (2019)

Nachdem Tel Schilo zum israelischen Nationalerbe erklärt worden war, begann die touristische Erschließung der archäologischen Stätte. 2015 gab die Zivilverwaltung von Judäa und Samaria nachträglich ihre Genehmigung zu den Bauplänen des Regionalrats von Mateh Benjamin, regelte aber auch, dass die archäologische Stätte Palästinensern zugänglich sein müsse. Archäologen kritisierten, dass auf der Kuppe des Tell 2013 ein zweistöckiger, etwa 9 m hoher Aussichtsturm (Migdal Haroeh) aus Beton errichtet wurde, in dem sich ein Museum befindet. „Zudem suggeriert die Erschließung des Geländes ein national-zugespitztes Narrativ der Rolle Schilos innerhalb der Geschichte Israels, das den aus archäologischer Sicht strittigen Befund … vereindeutigt.“ Die israelische NGO Emek Shaveh kritisiert, dass die audio-visuelle Präsentation, die den Besuchern des Aussichtsturms geboten wird, die nachbiblische Geschichte der archäologischen Stätte übergehe und somit auch wenig Beziehung zu den Grabungsbefunden bestehe, denn diese stammen großteils aus byzantinischer und frühislamischer Zeit.